# Салва Еид Насер
Салва Еид Насер (енгл. Salwa Eid Naser, рођена као Ебелечукву Агбапуонву енгл. Ebelechukwu Agbapuonwu; Онича, 23. мај 1998.)  је бахреинска атлетичарка рођена у Нигерији. Спцијализована је за спринт. Била је светска шампионка 2019. са трећим најбржим временом у историји у трци на 400 метара од 48,14 секунди, поставши најмлађа шампионка икада и прва жена која је представљала азијску нацију која је победила у тој дисциплини на једном Светском првенству. Резултат од 48,14 је ставља на треће место ранг листе најбољих 400-метрашица свих времена иза спорних резултата Марите Кох (47,60; 1985) и Јармиле Кратохвилове (47,99; 1983). Насер је освојила и сребрну медаљу на Светском првенству 2017. Као чланица Бахреинске мешовите штафета 4 x 400 м, освојила је бронзану медаљу на Светском првенству 2019.
Насер је одслужила забрану такмичења од 30. јуна 2021. до фебруара 2023. због кршења антидопинг правила у вези са пропустом око пријављивања места пребивалишта.

## Одрастање
Салва Еид Насер је рођена од мајке Нигерије и оца рођеног у Бахреину. Њена мајка се такмичила на 100 и 200 метара у школи. Пре Салвиног 14. рођендана породица се преселила у Бахреин. 2014. прешла је у Бахреин, прихватила ислам и променила име. У 2019. рекла је да је срећна што људи у Нигерији славе њене победе.

## Каријера

### 2016: Олимпијск игре
На Олимпијским играма 2016. у Рио де Жанеиру, 18-годишњакиња је  заузела девето место и није напредовала у финале трке на 400 метара. Само недељу дана раније, Насер је изврнула скочни зглоб. После Игара, морала је да се одмори три месеца да би залечила ногу.

### 2017–2019: Светска златна, сребрна и бронзана медаља
Још као јуниорка, Салва Еид Насер је освојила сребрну медаљу на 400 м на Светском првенству у Лондону 2017. са новим личним рекордом од 50,06 секунди. Са 19 година, Насер је постала најмлађа жена која је доспела на подијум трке на 400 м на једном Светском првенству. Мање од три недеље касније, победила је на митингу у Бриселу са новим личним рекордом (49,88).
Од новембра 2017. тренира је Доминиканац Хозе Лудвиг Рубио.
У 2018. на Париском митингу, победила је са новим личним рекордом од 49,55 с, обарајући азијски рекорд који је 1993. поставила Ма Јукин (49,81 с). 20. јула, на Херкулесовом митингу у Монаку, трчала је 49,08 с.
Насер је 3. октобра 2019. постала шампионка на 400 метара на Светском првенству у Дохи, најмлађа икада и прва Азијска победница на 400 метара. Она је побољшала свој лични рекорд, постављен годину дана раније, за огромних 0,94 с, а њен резултат од 48,14 секунди био је најбржи од 1985. – то јест 34 године (када је Марита Кох поставила светски рекорд од 47,60). Насер је друга најбржа на Светском првенству (само иза Јармиле Кратоцхвилове која је трчала 47,99 1983.), и трећа најбржа свих времена. Додатно је узела бронзану медаљу у мешовитој штафети 4 × 400 м која је поставила азијски рекорд.

### 2020 – 2023: Двогодишња суспензија антидопинг прописа
У јуну 2020. Агенција за атлетски интегритет (АИУ) издала је привремену суспензију Насер због прекршаја правила пријаве пребивалишта у периоду од 12 месеци, укључујући једно неуспешно подношење пријаве и три пропуштена теста. У октобру 2020. Светски атлетски дисциплински суд је одбацио оптужбе и укинуо суспензију. Међутим, Светска Атлетика и Светска антидопинг агенција су уложили жалбу на ову одлуку Суду за спортску арбитражу. 30. јуна 2021. Суд је усвојио жалбу, издавши Насер двогодишњу забрану такмичења која је трајала од јуна 2021. до фебруара 2023. Сви њени резултати од 25. новембра 2019. до 30. јуна 2021. су дисквалификовани.

### 2024: Сребро на Олимпијским играма у Паризу
Еид Насер је освојила сребрну медаљу у финалу трке на 400 метара на Олимпијским играма у Паризу. Истрчала је 48,53 секунде и стигла иза победнице Мерилејди Паулино која је истрчала нови Олимпијски рекорд у времену 48,17 секунде.

## Достигнућа

### Лични рекорди
| Дисциплина | Време (секунде.стотинке) | Ветар (метара у секунди) | Место одржавања    | Датум            | Напомене       |
| ---------- | ------------------------ | ------------------------ | ------------------ | ---------------- | -------------- |
| 100 метара | 11.24                    | +1.3                     | Саламанка, Шпанија | 8. јун 2019.     |                |
| 200 метара | 22.51                    | +1.9                     | Пало Алто, САД     | 30. јун 2019.    |                |
| 400 метара | 48.14                    |                          | Доха, Катар        | 3. октобар 2019. | Азијски рекорд |

### Међународна такмичења
| Година                 | Такмичење                          | Место                        | Позиција               | Дисциплина             | Резултат               | Белешка                |
| Представљајући Бахреин | Представљајући Бахреин             | Представљајући Бахреин       | Представљајући Бахреин | Представљајући Бахреин | Представљајући Бахреин | Представљајући Бахреин |
| ---------------------- | ---------------------------------- | ---------------------------- | ---------------------- | ---------------------- | ---------------------- | ---------------------- |
| 2014                   | Олимпијада младих                  | Нанјинг, Кина                | 2.                     | 400 м                  | 52.74                  |                        |
| 2015                   | Светско првенство за млађе јуниоре | Кали, Колумбија              | 1.                     | 400 м                  | 51.50                  |                        |
| 2016                   | Олимпијске игре                    | Рио де Жанеиро, Бразил       | 8. (полуфинале)        | 400 м                  | 50.88                  |                        |
| 2017                   | Светско првенство                  | Лондон, Уједињено Краљевство | 2.                     | 400 м                  | 50.06                  |                        |
| 2018                   | Азијске игре                       | Џакарта, Индонезија          | 1.                     | 400 м                  | 50.09                  |                        |
| 2018                   | Континентални куп                  | Острава, Чешка Република     | 1.                     | 400 м                  | 49.32                  |                        |
| 2019                   | Азијско првенство                  | Доха, Катар                  | 1.                     | 200 м                  | 22.74                  |                        |
| 2019                   | Азијско првенство                  | Доха, Катар                  | 1.                     | 400 м                  | 51.34                  |                        |
| 2019                   | Светско првенство                  | Доха, Катар                  | 1.                     | 400 м                  | 48.14                  | Рекорд Азије           |
| 2024                   | Олимпијске игре                    | Париз, Француска             | 2.                     | 400 м                  | 48.53                  |                        |